# Беспалих Сергій Олексійович
Сергій Олексійович Беспалих (нар. 6 лютого 1973, Москва, СРСР) — радянський та російський футболіст, арбтр та тренер, виступав на позиції нападника.

## Кар'єра гравця
Народився в Москві, вихованець столичного «Спартака». Перший тренер — А. Ільїн. На початку кар'єри грав за команди другої та третьої ліг СРСР та Росії: «Волга» Твер (1991), ТРАСКО (1992), СУО/«Чертаново» (1993-1994), «Авангард-Кортек» Коломна (1995-1996).
У 1997 році виїхав до України. Підписав контракт з дніпропетровським «Дніпром». Дебютував у футболці дніпрян 6 березня 1997 року в переможному (3:0) домашньому поєдинку 1/2 фіналу кубку України проти запорізького «Металурга». Сергій вийшов на поле в стартовому складі, а на 65-й хвилині його замінив Іван Корпонай. У Вищій лізі чемпіонату України дебютував 19 березня 1997 року в переможному (1:0) домашньому поєдинку 18-о туру проти тернопільської «Ниви». Цей матч виявився останнім для Безпалого у футболці «Дніпра». Зіграв за команду 2 поєдинки в кубку України та ще 1 — у «вишці». Сезон 1996/97 догравав у друголіговому новомосковському «Металурзі» (6 матчів, 1 гол). Першу частину сезону 1997/98 провів в івано-франківському «Прикарпатті» (8 матчів, 3 голи) та в його друголіговому фарм клубі «Тисмениця» (1 матч). Під час зимової перерви повернувся до «Дніпра», де провів закінчення сезону 1997/98 та початок наступного (у Вищій лізі — 20 матчів, 2 голи), також виступав за фарм-клуб дніпропетровців — «Дніпро-2» (7 матчів, 3 голи).
У 1999 році зіграв 2 матчі (1 гол) у вищому дивізіон азербайджанського чемпіонату за «Кяпаз». У 2000 році повернувся до Росії, де виступав за красноярський «Металург». Наступного року виступав у Китаї, по ходу сезону повернувся до Росії. Виступав у командах першого і другого російського дивізіонів «Металург» Красноярськ (2000, 2002), «Фабус» Бронниці (2001), «Том» Томськ (2001-2002) «Спартак» Луховиці (2003) та аматорські клуби «Коломна» (2004), «Троїцьк-2001» (2004-2005).

## Кар'єра арбітра
По завершенні кар'єри гравця займався суддівською діяльністю. З 2005 по 2006 рік обслуговував 22 матчі (7 — як головний арбітр, 15 — як лайнсмен). Працював на матчах аматорського чемпіонату та кубку Росії, молодіжного чемпіонату Росії, а також на поєдинках першого та другого дивізіонів російської першості.

## Кар'єра тренера
З кінця березня до початку квітня 2016 року виконував обов'язки головного тренера аматорського клубу СтАрс (Коломенський район).